# Chromosom 5 (Mensch)

Idiogramm des menschlichen Chromosoms 5

Chromosom 5 ist eines von 23 Chromosomen-Paaren des Menschen. Ein normaler Mensch hat in den meisten seiner Zellen zwei weitgehend identische Kopien dieses Chromosoms.

## Entschlüsselung des Chromosoms 5
Das Chromosom 5 besteht aus 181 Millionen Basenpaaren. Ein Basenpaar ist die kleinste Informationseinheit der DNA. Das Chromosom 5 enthält ungefähr 6 % der gesamten DNA einer menschlichen Zelle. Die Identifizierung der Gene auf diesem Chromosom ist der Teil eines laufenden Prozesses zur Entschlüsselung des menschlichen Erbgutes. Auf dem Chromosom 5 befinden sich zwischen 900 und 1300 Gene.

## Bekannte Gene auf dem Chromosom 5
Das Chromosom 5 enthält unter anderem folgende Gene:
- CD: CD14-Rezeptor
- OCLN: Occludin
- SRP19: Signal Recognition Particle 19 kDa
- APC: Adenomatous Polyposis coli
- Faktor XII: Hageman-Faktor
- FGF: Fibroblast growth factor, beispielsweise FGF-18
- MCCC2: β-Untereinheit der Methylcrotonoyl-CoA-Carboxylase
- PURA: Purin-reiches einzelsträngiges DNA-bindendes Protein alpha

## Medizinische Bedeutung

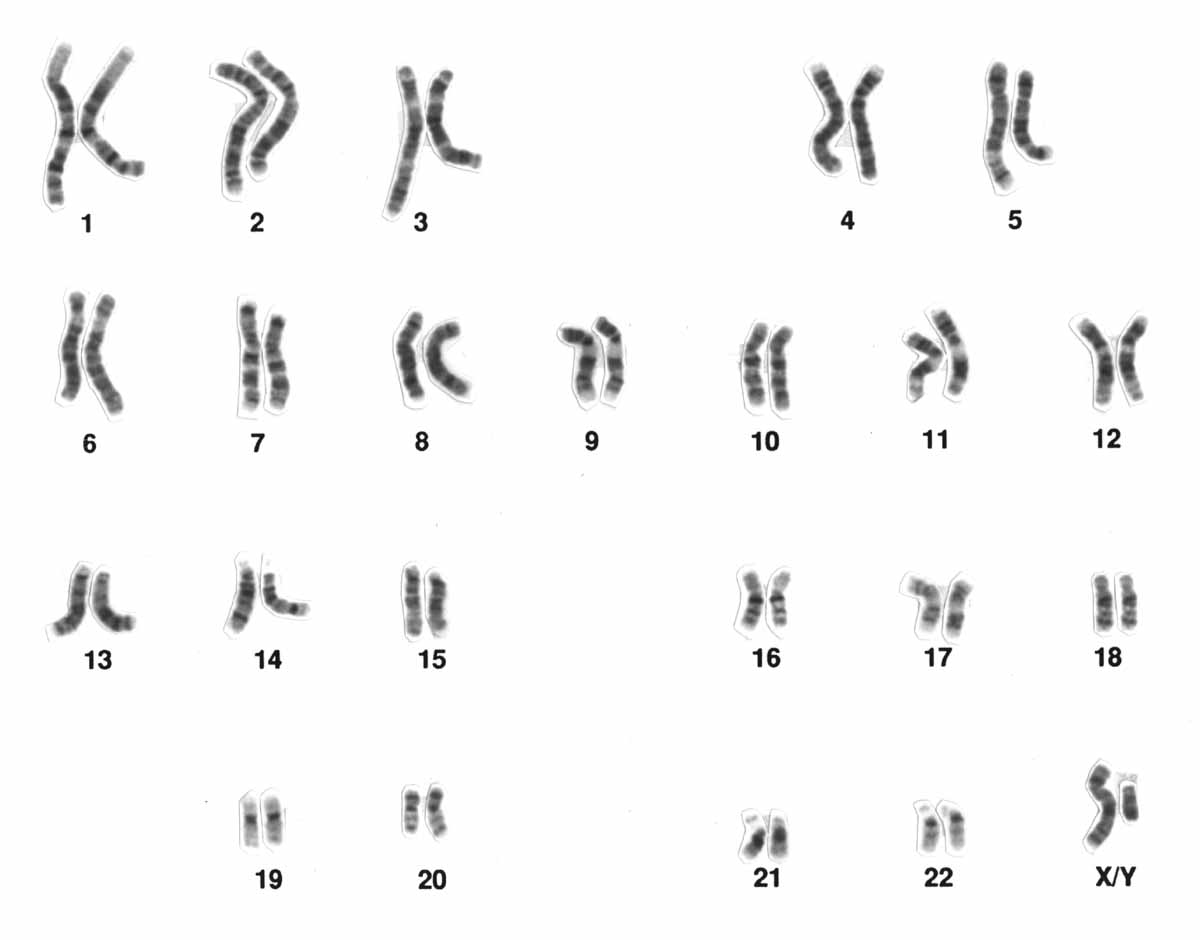
Die 46 Chromosomen des Menschen

Mit den auf dem Chromosom 5 befindlichen Genen werden folgende genetisch bedingte Krankheiten oder Symptome in Verbindung gebracht. Dies sind unter anderem:
- Brustkrebs
- Cornelia-de-Lange-Syndrom
- Distale Myopathie 2[3]
- Familiäre adenomatöse Polyposis
- Kartagener-Syndrom
- Katzenschrei-Syndrom (Chromosom 5p-Syndrom)
- Kolorektales Karzinom
- Morbus Crohn
- Myelodysplastisches Syndrom
- Okulokutaner Albinismus Typ 4
- Sotos-Syndrom
- Spinale Muskelatrophie